# Nomba chrysomelina
Nomba chrysomelina är en tvåvingeart som först beskrevs av Günther Enderlein 1920.  Nomba chrysomelina ingår i släktet Nomba och familjen fritflugor.
Artens utbredningsområde är Ekvatorialguinea. Inga underarter finns listade i Catalogue of Life.